# Setina brunnea
Setina brunnea là một loài bướm đêm thuộc phân họ Arctiinae, họ Erebidae.